# شیمانوفسک
شهر شیمانوفسک (به روسی: Шимановск) در کشور روسیه و در اوبلاست آمور واقع شده‌است.